# Hufhaus

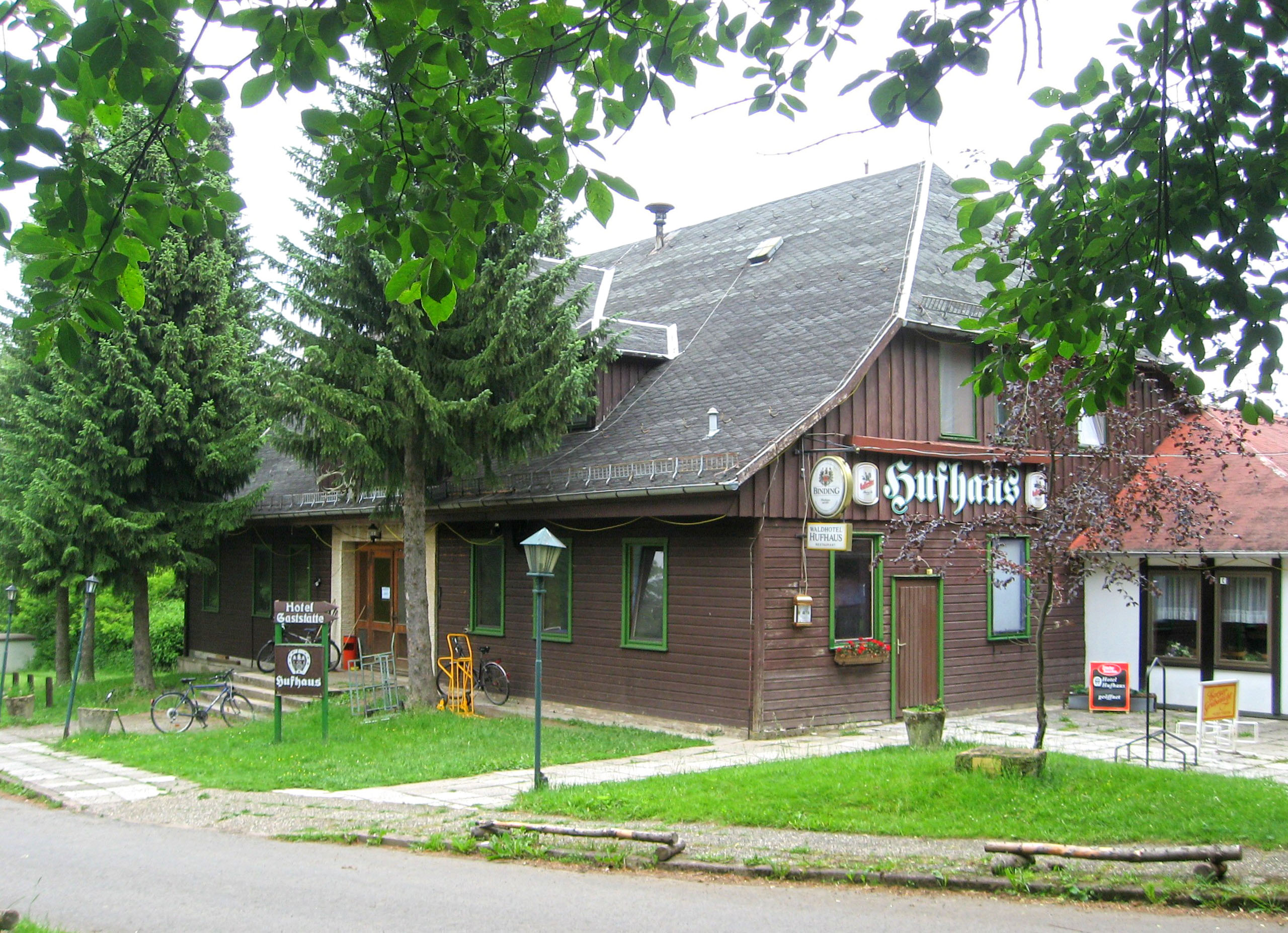
Hufhaus, 2011

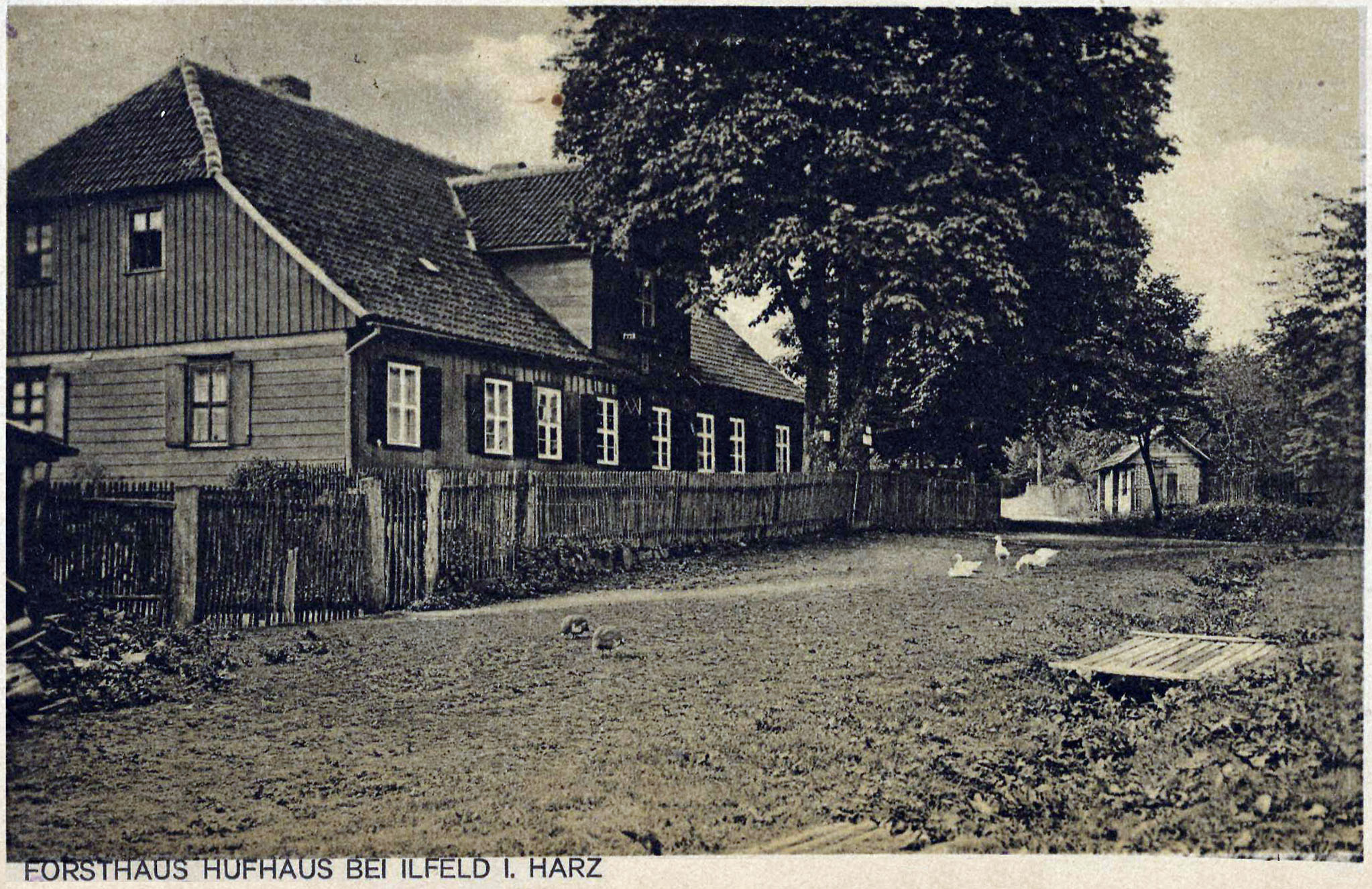
Forsthaus Hufhaus, vor 1920

Das Hufhaus ist ein ehemaliges Gestüt und Forsthaus im Südharz im Landkreis Nordhausen in Thüringen. Es befindet sich nordöstlich von Ilfeld in einer Höhe von 530 m ü. NN über dem Hufnageltal unweit des Poppenberges. Das zur Landgemeinde Harztor gehörende Hufhaus ist 6 km von der nächsten öffentlichen Straße (B 81) entfernt.
Nach der 1645 erfolgten Erbteilung der Grafen zu Stolberg in die ältere Hauptlinie Stolberg-Wernigerode und die jüngere Hauptlinie Stolberg-Stolberg erhielt die Linie Stolberg-Wernigerode den Hohnsteinschen Forst, welcher zur Stammgrafschaft Hohstein gehörte. Durch Vergleich vom 22. März 1697 mussten die Grafen zu Stolberg-Wernigerode ihr Gestüt auf der Lange über dem Bodetal abtreten, da es sich auf herzoglich-braunschweigischem Gebiet befand. Als Ersatz hierfür wurde das Hufhaus als Gestüt errichtet, das 1698 mit 13 Stuten in Betrieb genommen wurde.
Der Name Hufhaus erklärt sich aus dieser Tatsache. Die Bedeutung des Namens wird außerdem durch das nördlich unterhalb des Hufhauses verlaufende Hufnageltal und den weiter nördlich darüber liegenden Revierort Pferdehai bestätigt.
1703 kursierte im Gestüt die Pferdekrankheit Druse, und im Januar 1704 brannte das Gestüt ab, 1705 erfolgte der Wiederaufbau. 1806 war das Hufhaus „[…] eine Viehmeyerey, nebst Försterwohnung und Schenke im Stolberg-Wernigerodeschen Antheil der zu dem Amte Hohnstein gehörigen Forste, nicht weit von Birkenmohr.“ Im Jahr 1820 wurde das Hufhaus zur Revierförsterei.
Seit 1970 wird das Gebiet rund um das Hufhaus als Erholungszentrum genutzt. Der VEB Nordbrand Nordhausen erweiterte 1976 das alte Hufhaus und baute es zum Betriebsferienheim um. Südlich vom Hufhaus errichtete der VEB Betonwerke Heringen das Erholungsheim „Harzhöhe“.
Heute ist das Hufhaus eine Ansiedlung weniger Häuser und Bungalows, die gastronomisch genutzt werden.